# Ministerio de Producción (Argentina)
El Ministerio de Producción fue una cartera ministerial de la Administración Pública Nacional de la Argentina. Existió entre 2008 y 2018 cambiando su denominación varias veces.

## Historia
Con la denominación de «Ministerio de Producción», fue creado el 25 de noviembre de 2008 por el gobierno de Cristina Fernández de Kirchner, que segregó la gestión del área de la producción del Ministerio de Economía y Producción, el cual se convirtió en el «Ministerio de Economía y Finanzas Públicas». Un año más tarde, el 1 de octubre de 2009, el gobierno estableció el Ministerio de Agricultura, Ganadería y Pesca, que asimiló funciones de la cartera de Producción, la que adoptó el nombre de «Ministerio de Industria». Siete días más tarde (8 de octubre de 2009), el organismo cambió nuevamente su nombre: «Ministerio de Industria y Turismo». Esta modificación permaneció hasta el 28 de junio de 2010, cuando se creó el Ministerio de Turismo y el Ministerio de Industria y Turismo recuperó el nombre «Ministerio de Industria».
En 2015, la presidencia de Mauricio Macri transfirió competencias del Ministerio de Economía y Finanzas Públicas al Ministerio de Industria, que recuperó la denominación de «Ministerio de Producción». El 21 de junio de 2018, el Ministerio de Producción se encargó de la gestión de la minería, hasta entonces responsabilidad del Ministerio de Energía y Minería.
El 5 de septiembre de 2018, el Ministerio de Producción cambió su nombre por «Ministerio de Producción y Trabajo», sustituyendo a los Ministerios de Agroindustria y de Trabajo, Empleo y Seguridad Social.